# Gioan Thánh Giá Chang Yik
Đây là một tên người Triều Tiên, họ là Chang.
John of the Cross Chang Yik (sinh ngày 20 tháng 11 năm 1933 - mất ngày 5 tháng 8 năm 2020) là một Giám mục người Hàn Quốc của Giáo hội Công giáo Rôma. Ông nguyên là Giám mục chính tòa Giáo phận Chuncheon, Hàn Quốc và Chủ tịch Hội đồng Giám mục Hàn Quốc [2006 - 2008]. Ngoài ra, giám mục này còn đảm nhiệm vai trò Giám quản Tông Tòa Giáo phận Hàm Hưng, thuộc Triều Tiên.

## Tiểu sử
Giám mục John of the Cross Chang Yik sinh ngày 20 tháng 11 năm 1933 tại Seoul, thuộc Hàn Quốc. Sau quá trình tu học dài hạn tại các cơ sở chủng viện theo quy định của Giáo luật, ngày 30 tháng 3 năm 1963, Phó tế Chang Yik, 30 tuổi, tiến đến việc được truyền chức linh mục.
Sau hơn 30 năm thực hiện các nghi lễ tôn giáo với năng quyền của một linh mục, ngày 11 tháng 11 năm 1994, tin tức từ Tòa Thánh loan báo việc Giáo hoàng đã xác nhận việc tuyển chọn linh mục John of the Cross Chang- Yik, 61 tuổi, gia nhập hàng ngũ Giám mục Công giáo Hoàn vũ, với vị trí được trao phó là Giám mục chính tòa Giáo phận Chuncheon. Lễ tấn phong cho vị giám mục tân cử được cử hành sau đó vào ngày 14 tháng 12 cùng năm, với phần nghi thức truyền chức chính yếu được cử hành các trọng thể bởi 3 giáo sĩ cấp cao. Chủ phong cho tân giám mục là Hồng y Stephen Kim Sou-hwan, Tổng giám mục Tổng giáo phận Seoul. Hai vị còn lại, với vai trò phụ phong, gồm có Tổng giám mục Victorinus Youn Kong-hi, Tổng giám mục Tổng giáo phận Gwangju và Giám mục Nicholas Cheong Jin-Suk, Giám mục chính tòa Giáo phận Cheongju. Tân giám mục chọn cho mình châm ngôn:하나되게 하소서.
Bắt đầu sau hơn 10 năm được tấn phong giám mục, kể từ ngày 25 tháng 11 năm 2005, Giám mục Chang Yik còn kiêm thêm vị trí Giám quản Tông Tòa Giáo phận Hàm Hưng, thuộc Triều Tiên. Ngày 28 tháng 1 năm 2010, tin từ Tòa Thánh xác nhận đã chấp thuận đơ8n xin từ nhiệm của Giám mục Chang Yik, vì lí do tuổi tác, chiếu theo Giáo luật.
Ngoài các chức danh do phía Tòa Thánh bổ nhiệm, Giám mục John of the Cross Chang Yik còn kiêm thêm vị trí Chủ tịch Hội đồng Giám mục Hàn Quốc từ năm 2006 đến năm 2008.